# M829 (砲弾)

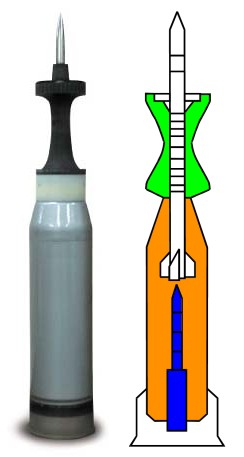
電気雷管
発射薬
装弾筒
弾体（劣化ウラン）

M829は、アメリカ陸軍で使用している砲弾。M1エイブラムス戦車（A1以降）が搭載しているM256 120mm戦車砲向けの装弾筒付翼安定徹甲弾（APFSDS）であり、弾体には劣化ウランを用いている。M1戦車が120mm砲を搭載するにあたり、採用された砲弾であり、サボット（装弾筒）が砲弾に高い飛翔速度を与え、弾体は密度が高く、セルフ・シャープニングおよび焼夷効果もあり、装甲貫徹力に優れ、敵戦車の撃破に適したものとなっている。

## 各型
M829
M829は、アルミニウム製のサボットを持ち、弾体には、おなじくアルミ製の風防と5枚の安定翼を有する。サボットは発射後、弾体より4分割されて分離される。砲弾は、半燃焼薬莢であり、重量は18.6kg。JA-2発射薬と615mm長の弾体は、砲口速度で1,670m毎秒に達する。最大有効射程は約3,000m。ジェーンによれば、M829は2,000mの距離で540mmの均質圧延装甲を貫徹することができる。改良型のA1型以降が開発されたことにより、M829の運用は廃止されている。
M829A1
M829A1は、湾岸戦争の際、イラク軍に対して用いられた。しかし、コンタークト5のような爆発反応装甲に対しては、威力を減じてしまうことが判明したため、更なる改良型のM829A2およびA3が開発されることとなった。砲弾の重量は20.9kg、長さ984mmであり、7.9kgのJA-19発射薬は、1,575m毎秒の砲口速度を与える。弾体は長さ684mm、重量9kgであり、最大有効射程は約3,000m。試験では、最大670mmの貫徹力を有すると評価され、距離1,000mでは620mm、2,000mでは570mm、4,000mにおいてさえ460mmの装甲貫徹能力があるとされた。
M829A2
M829A2は、M829A1の更なる改良型である。1993年より運用されている。サボットに複合材を使用しているため、砲弾の全体重量がわずかに軽くなっており、弾体の長さも伸ばされた。砲口速度は1,680m毎秒。
M829A3
M829A3は、A2の再改良型であり、2003年より量産されている。情報は少ないが、砲弾重量は22.3kg、長さ892mm。弾体は10kgと重くなり、長さも800mmと大きく伸ばされたと推測されている。砲口速度は1,555m毎秒。
M829E4
M829E4は、ジェネラル・ダイナミクスなどの企業連合で開発中の砲弾であり、2011年には実用化に向け研究を進めていることが発表されている。